# Mistrzostwa Świata w Boksie Kobiet 2005
Mistrzostwa świata w boksie kobiet 2005 odbywały się w dniach 25–2 października 2005 roku w mieście Podolsk (Rosja).

## Medalistki[1]
| Mistrzostwa Świata w Boksie Kobiet 2005 | Mistrzostwa Świata w Boksie Kobiet 2005 | Mistrzostwa Świata w Boksie Kobiet 2005 | Mistrzostwa Świata w Boksie Kobiet 2005 | Mistrzostwa Świata w Boksie Kobiet 2005 |
| --------------------------------------- | --------------------------------------- | --------------------------------------- | --------------------------------------- | --------------------------------------- |
| Kategoria wagowa                        | Złoto                                   | Srebro                                  | Brąz                                    | Brąz                                    |
| 46 kg                                   | Mary Kom                                | Jong Ok                                 | Gretchen Abaniel                        | Jelena Sabitowa                         |
| 48 kg                                   | Olesja Gładkowa                         | Ri Yong-hyang                           | Yesica Bopp                             | Camelia Negrea                          |
| 50 kg                                   | Simona Galassi                          | Ri Hyang-mi                             | Chowdhury Kalpana                       | Wiktoria Usaczenko                      |
| 52 kg                                   | Sofja Oczigawa                          | Sümeyra Kaya                            | Wiktoria Rudenko                        | Samiha Yassan                           |
| 54 kg                                   | Mihaela Cijevschi                       | Dina Burger                             | Sarita Devi Laishram                    | Pak Kyong-ok                            |
| 57 kg                                   | Jelena Karpaczewa                       | Yun Kum Ju                              | Sandra Bizier                           | Zsuzsana-Beata Szuknai                  |
| 60 kg                                   | Tatjana Czałaja                         | Gülsüm Tatar                            | Kang Kum-hui                            | Martinez Mitchel                        |
| 63 kg                                   | Julia Niemcowa                          | Cecilia Brækhus                         | Kathleen Dunn                           | Vinni Busk Skovgaard                    |
| 66 kg                                   | Mary Spencer                            | Irina Sineczkaja                        | Yvonne Bæk Rasmussen                    | Ołeksandra Kozłan                       |
| 70 kg                                   | Olga Slawińskaja                        | Ariane Fortin-Brochu                    | Chenthittail Aswathimol                 | Nurcan Çarkçı                           |
| 75 kg                                   | Anna Laurell                            | Olga Nowikowa                           | Anita Ducza                             | Marija Jaworskaja                       |
| 80 kg                                   | Galina Iwanowa                          | Selma Yağcı                             | Tyler Lord-Wilder                       | Beata Małek                             |
| 86 kg                                   | Maria Kovács                            | Şemsi Yaralı                            | Jyotsana Kumari                         | Marija Rejngard                         |

## Tabela medalowa
| Mistrzostwa Świata w Boksie Kobiet 2005 | Mistrzostwa Świata w Boksie Kobiet 2005 | Mistrzostwa Świata w Boksie Kobiet 2005 | Mistrzostwa Świata w Boksie Kobiet 2005 | Mistrzostwa Świata w Boksie Kobiet 2005 | Mistrzostwa Świata w Boksie Kobiet 2005 | Mistrzostwa Świata w Boksie Kobiet 2005 |
| --------------------------------------- | --------------------------------------- | --------------------------------------- | --------------------------------------- | --------------------------------------- | --------------------------------------- | --------------------------------------- |
| #                                       | Państwo                                 | Złoto                                   | Srebro                                  | Brąz                                    | Razem                                   |                                         |
| 1                                       | Rosja                                   | 7                                       | 1                                       | 4                                       | 12                                      |                                         |
| 2                                       | Kanada                                  | 1                                       | 1                                       | 2                                       | 4                                       |                                         |
| 3                                       | Indie                                   | 1                                       |                                         | 4                                       | 5                                       |                                         |
| 4                                       | Węgry                                   | 1                                       |                                         | 2                                       | 3                                       |                                         |
| 5                                       | Rumunia                                 | 1                                       |                                         | 1                                       | 2                                       |                                         |
| 6                                       | Włochy                                  | 1                                       |                                         |                                         | 1                                       |                                         |
| 6=                                      | Szwecja                                 | 1                                       |                                         |                                         | 1                                       |                                         |
| 8                                       | Korea Północna                          |                                         | 4                                       | 2                                       | 6                                       |                                         |
| 9                                       | Turcja                                  |                                         | 4                                       | 1                                       | 5                                       |                                         |
| 10                                      | Ukraina                                 |                                         | 1                                       | 2                                       | 3                                       |                                         |
| 11                                      | Norwegia                                |                                         | 1                                       |                                         | 1                                       |                                         |
| 11=                                     | Szwajcaria                              |                                         | 1                                       |                                         | 1                                       |                                         |
| 13                                      | Dania                                   |                                         |                                         | 2                                       | 2                                       |                                         |
| 13=                                     | Filipiny                                |                                         |                                         | 2                                       | 2                                       |                                         |
| 15                                      | Argentyna                               |                                         |                                         | 1                                       | 1                                       |                                         |
| 15=                                     | Egipt                                   |                                         |                                         | 1                                       | 1                                       |                                         |
| 15=                                     | Polska                                  |                                         |                                         | 1                                       | 1                                       |                                         |
| 15=                                     | Stany Zjednoczone                       |                                         |                                         | 1                                       | 1                                       |                                         |
|                                         | Razem                                   | 13                                      | 13                                      | 26                                      | 52                                      |                                         |